# 부경복
부경복(夫景福, 1972년 7월 6일 ~ 2024년 12월 10일)은 대한민국의 변호사이자 언어논리와 커뮤니케이션 전문가였다.

## 경력
대원외국어고등학교와 서울대학교 경영대학 및 법과대학을 졸업하고 사법연수원을 29기로 수료하였으며 2000년부터 2007년까지 김앤장 법률사무소에서 근무하였다. 2007년부터 현재까지 법률사무소 티와이앤파트너스의 대표 변호사로 일하고 있다. 보건의료, 공정거래, 부패방지 업무 등 기업 자문 및 분쟁해결 업무를 주로 수행하고 있다. 국회 사법제도개혁특위 ‘반부패 제도개혁 방안’ 전문가 진술위원, 대검찰청 형사법 연구회 해외부패방지법 강연, 부정청탁 및 금품등 수수의 금지에 관한 법률 (김영란법) 제정 공청위원, 미래창조과학부 청렴옴부즈만 위원을 역임하고 관세청 반부패 자문위원으로 활동 중이며 기업의 계약서 작성방법에 관한 글을 연재하였다.

## 수상
법률사무소 티와이앤파트너스는 2010년과 2012년 사내변호사협회(In-House Community)에서 선정한 올해의 법률사무소(South Korea - Life Science)상을 수상하였다. 2014년부터 매년 인하우스카운슬포럼에서 선정한 사내변호사가 추천하는 로펌에 선정되고 있다.

## 학력
- 대원외국어고등학교 수석 졸업 (1991년)
- 서울대학교 경영대학 경영학과 졸업
- 서울대학교 법과대학 법학과 졸업

## 저서
저서로 《부패전쟁》, 《변호사처럼》, 《손석희가 말하는 법》 《우리 아이 논리 공부》 등이 있다.